# 구치기타촌
구치기타촌(口北村)은 히로시마현 히바군에 속해있던 촌이다. 현재의 쇼바라시에 해당한다.

## 역사
- 1889년 4월 1일 - 정촌제 시행에 의해 에소군 구치기타촌이 발족하였다.
- 1898년 10월 1일 - 군의 통합에 의해 히바군에 소속되었다.
- 1955년 4월 1일 - 고난촌과 합병해, 구치와촌이 신설하여 폐지되었다.

## 참고문헌
- 『市町村名変遷辞典』東京堂出版、1990年。